# Karel Nepala
Karel Nepala (27. ledna 1917 Brno – 13. července 1996 tamtéž) byl český fotbalový útočník a trenér. Jeho vnukem je brněnský hokejista Marek Vorel.

## Fotbalová kariéra
Hrál za SK Židenice (1935–1939), SK Olomouc ASO (1939–1941), znovu za SK Židenice (1941–1946) a ZSJ MEZ Židenice (1952). V lize nastoupil ke 156 utkáním a dal 65 gólů, z toho jedno odchytal jako brankář v sezoně 1938/39, když byli zraněni ostatní strážci židenické svatyně Burkert, Andrášik i Kosta. Ve Středoevropském poháru nastoupil šestkrát a dal 5 gólů. Byl třikrát nejlepším střelcem SK Židenice (1935/36, 1936/37 a 1941/42). Jako hráč tehdy druholigového SK Olomouc ASO se stal vítězem vůbec prvního ročníku domácí pohárové soutěže, který se konal za okupace (Protektorát Čechy a Morava) v ročníku 1939/40.

## Ligová bilance
| Ročník                                    | Zápasy | Góly | Klub         |
| ----------------------------------------- | ------ | ---- | ------------ |
| Státní liga 1935/36                       | 25     | 15   | SK Židenice  |
| Státní liga 1936/37                       | 21     | 11   | SK Židenice  |
| Státní liga 1937/38                       | 18     | 6    | SK Židenice  |
| Státní liga 1938/39                       | 17     | 6    | SK Židenice  |
| Národní liga 1941/42                      | 20     | 12   | SK Židenice  |
| Národní liga 1942/43                      | 16     | 10   | SK Židenice  |
| Národní liga 1943/44                      | 18     | 3    | SK Židenice  |
| Státní liga 1945/46                       | 3      | 1    | SK Židenice  |
| Mistrovství československé republiky 1952 | 18     | 1    | MEZ Židenice |
| LIGA CELKEM                               | 156    | 65   |              |

## Trenérská kariéra
Po skončení aktivní kariéry působil i jako trenér Zbrojovky Brno v sezóně 1966/67 a jako fotbalový funkcionář.